# Euleimonios flavidiventris
Euleimonios flavidiventris är en insektsart som beskrevs av Carl Stål 1859. Euleimonios flavidiventris ingår i släktet Euleimonios och familjen dvärgstritar. Inga underarter finns listade i Catalogue of Life.